# Bathysaurus ferox
Poisson-Lézard féroce
Espèce
Synonymes
- Macristium chavesi Regan, 1903
- Bathysaurus agassizi Goode & Bean, 1883
  - Bathysaurus agassizii Goode & Bean, 1883

Statut de conservation UICN

 LC 10 juillet 2014 : Préoccupation mineure
Bathysaurus ferox est une espèce de poissons osseux marins de la famille des Bathysauridae. 

## Systématique
L'espèce Bathysaurus ferox a été décrite pour la première fois en 1878 par l’ichtyologue britannique Albert Günther.
Le nom valide complet (avec auteur) de ce taxon est Bathysaurus ferox Günther, 1878.

### Synonymie
Selon Catalogue of Life (12 juin 2025) et World Register of Marine Species (12 juin 2025) :
- Macristium chavesi Regan, 1903
- Bathysaurus agassizi Goode & Bean, 1883
- Bathysaurus agassizii Goode & Bean, 1883

## Description
Bathysaurus ferox possède un corps allongé dont la longueur varie généralement de 21,6 à 67,3 cm.
Bathysaurus ferox possède une mâchoire garnie de deux rangées de dents caniniformes, lui permettant vraisemblablement d'attraper ses proies.
L'espèce se distingue de Bathysaurus mollis par l'absence de nageoire adipeuse, ainsi que par une nageoire dorsale plus longue.

## Comportement

### Proies
Bathysaurus ferox se nourrit principalement de petits poissons comme les jeunes Synaphobranchus kaupii ou Halosauropsis macrochir

### Parasites
Bathysaurus ferox est parfois victime de parasites digènes comme Merlucciotrema praeclarum.
L’espèce peut également être victime d’endoparasites de l'ordre des Rhabditida, comme Hysterothylacium aduncum ou Anisakis simplex.

## Répartition
Bathysaurus mollis se trouve dans les océans Pacifique, Atlantique et Indien à des profondeurs variant entre 600 et 3 500 m.